# 洛多维科·费拉里
洛多维科·费拉里（Lodovico Ferrari，1522年2月2日—1565年10月5日），意大利数学家，发现了四次方程的解法。

## 生平
洛多维科的祖父巴托罗缪·费拉里曾被逐出米兰，定居在博洛尼亚。洛多维科的父亲在战乱中被杀，他由叔叔文森特·费拉里抚养长大。文森特的儿子卢克曾出外谋生，当过意大利学者吉罗拉莫·卡尔达诺的仆人，但不久径自回了博洛尼亚。卡尔达诺要求文森特把送回儿子，文森特用洛多维科替换了卢克，十四岁的洛多维科·费拉里从此成了卡尔达诺的仆人。卡尔达诺很快发现洛多维科有读写能力，就将他提升为自己的秘书，之后开始教给他数学。洛多维科显露出极高的数学天赋，十八岁的时候已经是一名数学教师了。1540年卡尔达诺受尼科洛·塔尔塔利亚留给自己的暗语般的诗歌启发，解出了三次方程，洛多维科·费拉里则在三次方程解法的解出上解出了四次方程。但限于卡尔达诺向塔尔塔利亚发的誓言，两者均不能发表。
1541年卡尔达诺辞去在米兰的教职，费拉里轻松击败了唯一的竞争者考伊（Coi），成了一名几何学讲师。两年后，两人访问博洛尼亚，从希皮奥内·德尔·费罗留下的手稿中得知费罗是第一个解出三次方程的人。卡尔达诺随即将三次方程和四次方程的解法在1545年出版的《大术》(Arsmagna)中将它们发表了，书中提到了费罗是第一个解出三次方程的人，塔尔塔利亚独立发现了解法。卡尔达诺的行为激怒了塔尔塔利亚。塔尔塔利亚对卡尔达诺进行了攻击。卡尔达诺本人没有正面回复，而年纪很轻的费拉里则回击了塔尔塔利亚，并要求他和自己进行公开的数学竞赛，两人通过信件争论了一年多。1548年8月10日两人的竞赛在米兰大教堂附近举行，塔尔塔利亚他第二天就返回了布雷西亚。费拉里在塔尔塔利亚缺席的情况下获胜。
费拉里此后声名鹊起，他获得了在经济上有丰厚回报的教职，并且又成为了米兰公爵的税务评价官，这个职位让他很快富裕了起来。但后来由于和费兰特公爵发生冲突，他大约在四十二岁时退休，回到了故乡博洛尼亚。回乡之后，费拉里和他一位寡居的妹妹马达莱纳一起住。1565年成为了博洛尼亚大学的数学教授，但不久费拉里就去世了，按照卡尔达诺的说法，马达莱纳拒绝出席费拉里的葬礼，继承他的所有财产后，将财产转给了自己的新丈夫。但她的丈夫抛弃了她，她最后在贫困中死去。后市的数学史研究者多认为是马达莱纳策划用“白砷”即砒霜毒死了洛多维科·费拉里。